# Алмаз-1В

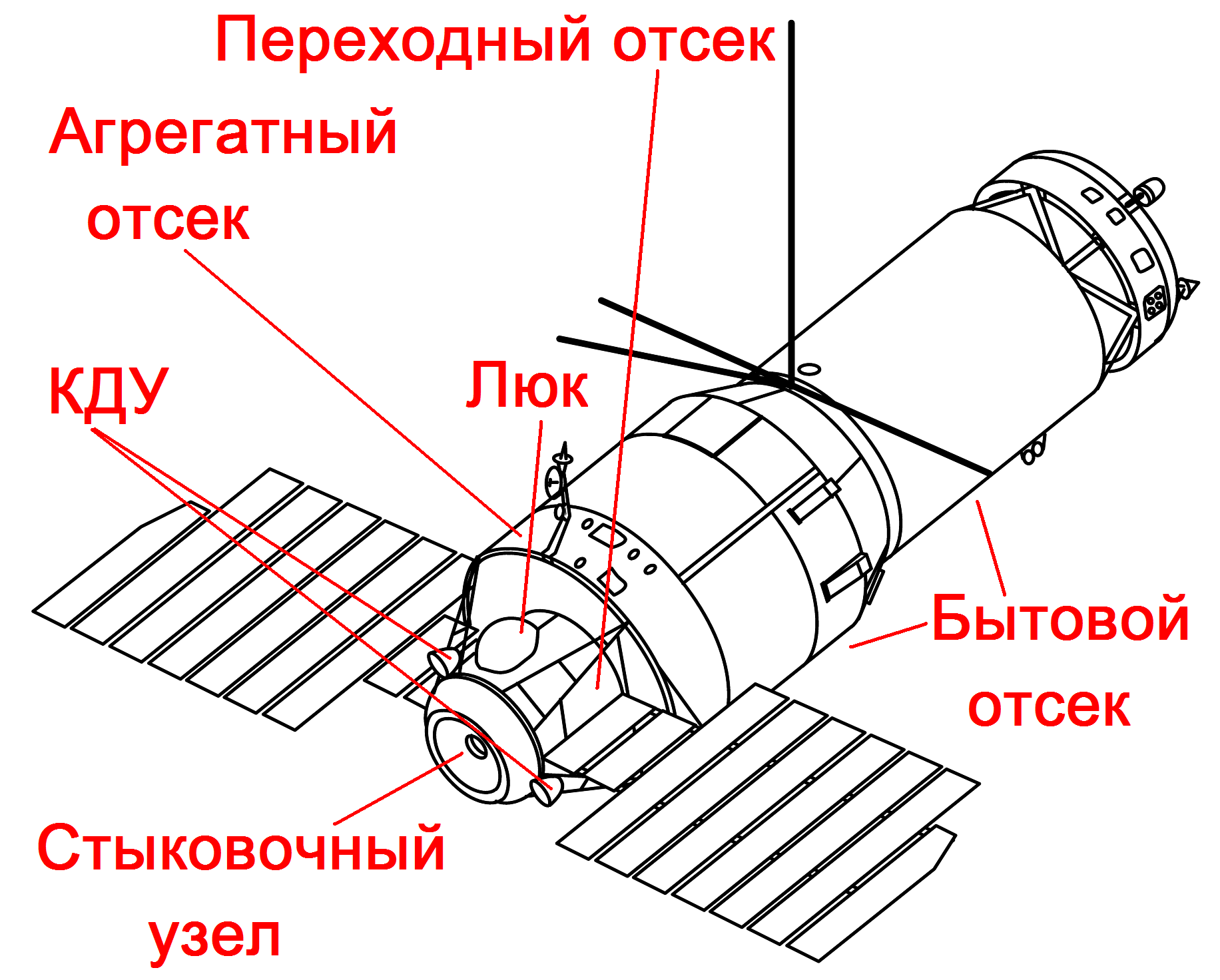
«Салют-2», «Салют-3» и «Салют-5»

Алма́з-1В — автоматическая орбитальная станция, созданная по программе «Алмаз-Т» с целью выполнения программ научного и экономического назначения, международного сотрудничества Министерства Обороны СССР. Основным назначением станции был радиолокационный обзор Земли с помощью бортового радиолокационного комплекса (БРЛК) «ЭКОР-1В».
КА «Алмаз-1В» так и не был запущен и находится в музее «НПО Машиностроения».

## Конструкция и история эксплуатации
Станция была создана изначально в беспилотном варианте. За базовый вариант была принята ОПС «Алмаз» (орбитальные станции «Салют-2», «Салют-3» и «Салют-5»).
В связи с ухудшением политической и экономической ситуации КА так и не был выведен на орбиту.

## Полезная нагрузка
Последовательным наращиванием сложности и увеличения возможностей для НПО «Вега» стало создание БРЛК «ЭКОР-1В».
БРЛК «ЭКОР-1В» — бортовой радиолокационный комплекс.
Радиолокационный комплекс мог вести обзор:
- по левому борту КА с помощью двух каналов — РСА S-диапазона волна и РСА Х-диапазона (использовались волноводно-щелевые антенны по типу РСА «Меч-К» и космического РБО «Космос-364»);
- по правому борту КА с помощью РСА S- и P-диапазонов волн. В антенной системе применены три зонтичных зеркальных антенны 3×6 м, разработанных для РСА «Траверс» космического модуля «Природа» станции Мир.

Характеристики РСА-3 (X-диапазон):
- Длина волны: 3,49 см;
- Угол наблюдения: 25°—51°;
- Полоса обзора: 330 км;
- Полоса съёмки: 20—35 км;
- Разрешение: 5—7 м.

Характеристики РСА-10 (S-диапазон):
- Длина волны: 9,58 см;
- Угол наблюдения: 25°—51°;
- Полоса обзора: 330 км;
- Полоса съёмки: 30—45/60—170 км при поляризации (ГГ/ВВГ+ГГВ);
- Разрешение: 5—7 м.

Характеристики РСА-70 (P-диапазон):
- Длина волны: 69,8 см;
- Угол наблюдения: 25°—51°;
- Полоса обзора: 330 км;
- Полоса съёмки: 120—170 км при поляризации (ГГ/ВВГ+ГГВ);
- Разрешение: 22—40 м (по дальности).

Хотя данная разработка так и не была реализована, но она создала ценный задел для совершенствования РСА космического базирования. На данных технологиях был разработан локатор для КА «Кондор-Э».